# John O'Hara (dirigent)

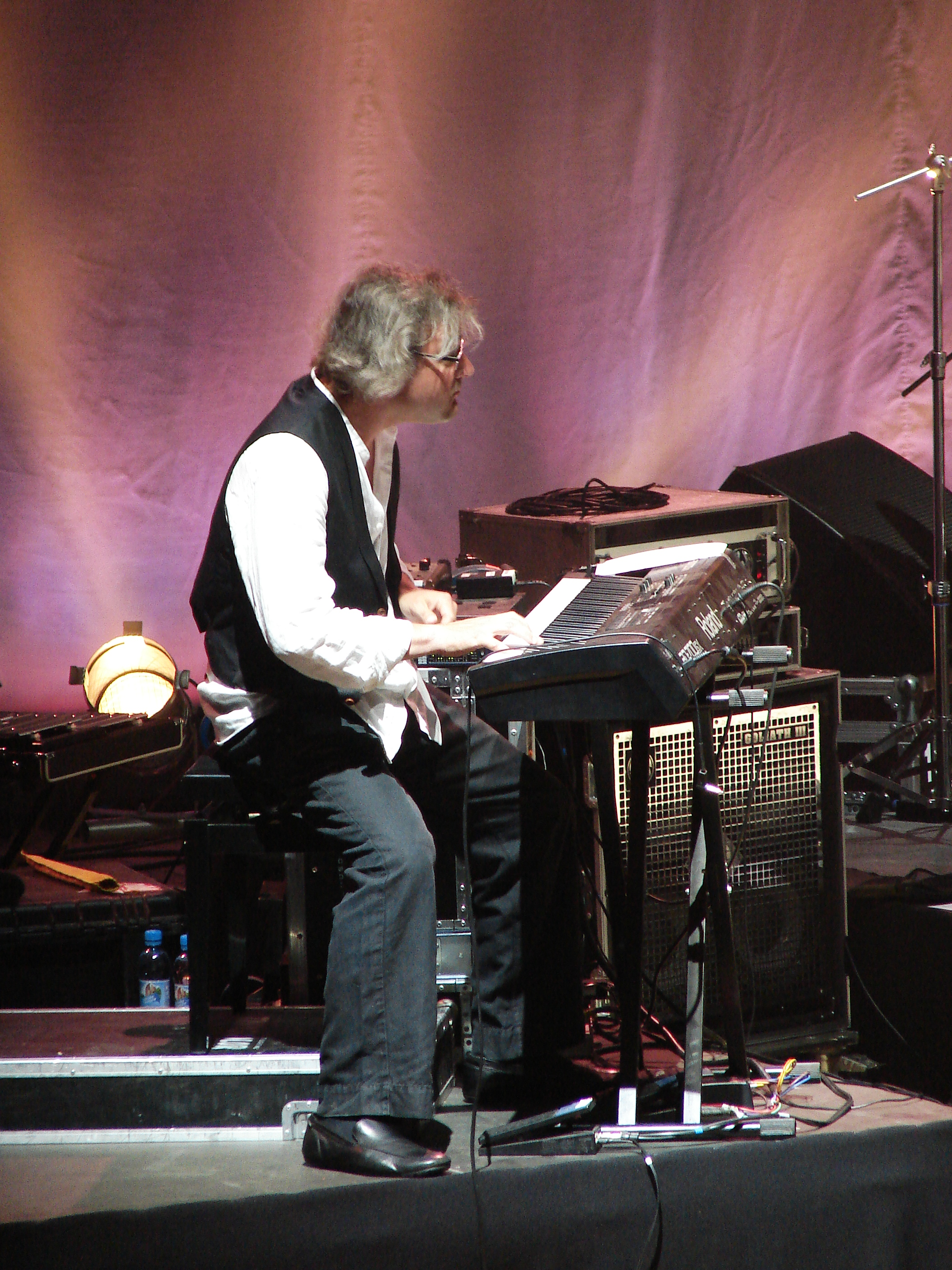
O'Hara in 2009

John O'Hara (Liverpool, 1962) is dirigent en speelt sinds 2003 keyboard en accordeon in Ian Andersons Rubbing Elbow Band, en speelt sinds 2006 ook keyboard in de Britse progressieve rockband Jethro Tull.
Begin jaren 70 verhuisde de familie van O'Hara naar Noord-Wales waar hij in het National Youth Orchestra of Wales ging spelen. Hij speelde in verschillende bands met zijn vader (voorman van Candlewick Green) voordat hij naar de Royal Northern College of Music ging om drums, percussie en piano te studeren. Na vijf jaar was hij klaar en ging bij de Rambert Dance Company in Londen. Nadat hij een poos in verschillende bands en theaterproducties had gespeeld werd hem aangeboden om als componist te werken voor Bristol Old Vic.
O'Hara leerde ondertussen ook trompet, dwarsfluit, trombone, accordeon en basgitaar spelen. Ook produceert hij twee albums.
In 2003 ontmoette hij Anderson en ging in zijn Rubbing Elbows Band en speelde op zijn album Rupi's Dance. Ondertussen blijft hij werken als componist voor natuurfilms, dramaseries en tv-documentaires, en in 2004 componeert hij een kinderopera voor het Welsh National Opera wat een groot succes wordt.
O'Hara is docent aan de Bath University en de Bristol University en gastdocent aan het Royal Welsh College of Music and Drama.